# La guida (I promessi sposi)
La guida è un personaggio immaginario presente ne I promessi sposi, romanzo di Alessandro Manzoni.

## Biografia del personaggio
Compare nel capitolo XIV, quando Renzo viene condotto da questo personaggio in un'osteria. Egli non è altro che un birro (ovvero uno sbirro, un uomo di legge), mascheratosi nei panni di una guida, per cercare di arrestare Renzo, che aveva preso parte al tumulto del forno delle grucce. La guida, per far parlare il 'promesso sposo', si inventa il celebre inganno delle tessere, convincendo quindi di rivelargli il suo nome, per scriverlo poi in una tessera nella quale avrebbe dovuto riportare la quantità necessaria di pane che le era sufficiente. Renzo ormai ubriaco, gli dà soltanto il suo nome, ma non accenna nulla della sua amata Lucia e della sua vicenda.